# Hans Jörg Altherr
Hans Jörg Altherr (* 23. Mai 1731 in Speicher; † 20. September 1793 ebenda; heimatberechtigt in Speicher) war ein Appenzeller Baumeister.

## Leben

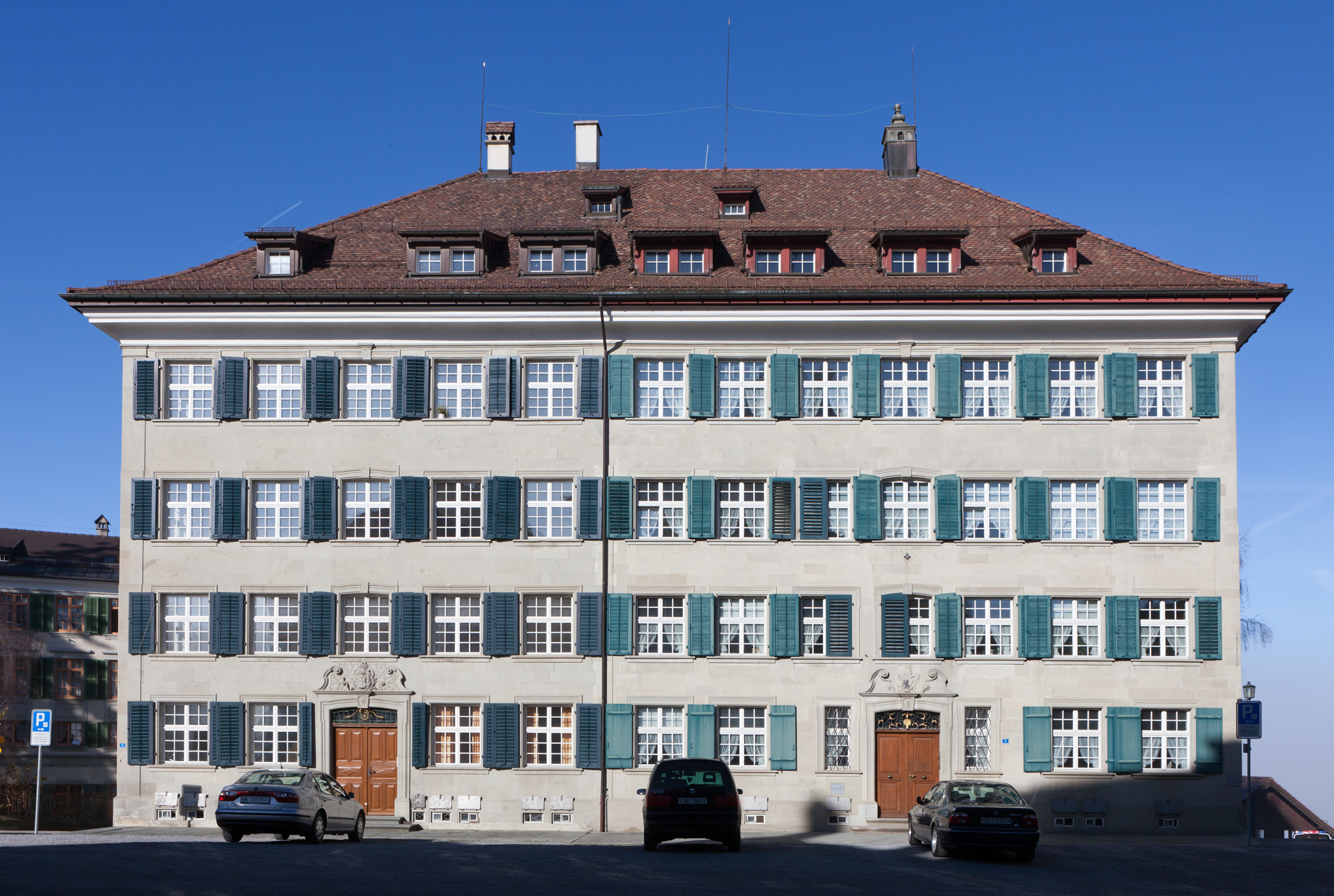
Von Hans Jörg Altherr 1788/1789 um ein Stockwerk erhöhter und um die linke (westliche) Hälfte zum Doppelpalast erweiterter Zellweger’scher Steinpalast von 1747 in Trogen AR

Hans Jörg Altherr war ein Sohn des Zimmermeisters Hans Georg Altherr und der Katharina Keller. Im Jahr 1756 heiratete er Anna Barbara Tobler, die Tochter des Handwerkermeisters Johannes Tobler.
Die Erweiterung der Kirche Speicher 1756 (in Zusammenarbeit mit seinem Bruder Johannes), verschiedene repräsentative Bürgerhäuser in Speicher, die Erweiterung des Zellweger’schen Steinpalastes zum Doppelpalast am Landsgemeindeplatz 5/6 in Trogen (1787–1789) und zwei Brücken bei Teufen sind seine wichtigsten Werke.
Hans Jörg Altherr gehörte im letzten Drittel des 18. Jahrhunderts zu den bedeutendsten Baumeistern Appenzell Ausserrhodens; neben den Gebrüdern Jakob und Johannes Grubenmann sowie Johannes Knellwolf war er der wichtigste appenzellische Vertreter des Holzbrückenbaus.